# Trest smrti v Nigeru
Trest smrti v Nigeru je legální forma trestu. Přestože poslední známá poprava byla v Nigeru vykonána již v roce 1976. Niger je tak podle Amnesty International  klasifikován jako abolicionista v praxi. Na konci roku 2021 čekali v cele smrti čtyři lidi.